# ファハド装甲兵員輸送車
ファハド装甲兵員輸送車とは、エジプトで製造されている4輪式の装甲兵員輸送車である。

## 概要
エジプト軍では、既存のBTR-40や、ウニモグのシャーシにBTR-40やBTR-152に類似した形状のエジプト製の車体を乗せたワリード装甲兵員輸送車の後継車両の開発要求に従って開発された。
ファハド装甲車はドイツのティッセン＝ヘンシェルが、メルセデス・ベンツLAP 1117/32トラックの車体に装甲化された車体を乗せる形で設計された。
ファハド装甲車はその他の現用装甲車よりも小型軽量で運用コストが低い割には、機動力が高く、柔軟性に富んだ設計であり、軍用としての各種用途はもちろんのこと、国内治安任務向けの装備を取り付けることも可能である。

## 車体構造
車体は均質圧延鋼装甲板を溶接して製造されており、7.62mmの徹甲弾や榴弾の破片を防ぐ程度である。前面の形状はバスに似ており、一般的な軍用装甲車とは異なる印象を与える。車体正面には大きな防弾ガラスがはめ込まれているため視界は良好であり、必要があればガラス部分に防御力強化用の装甲板を乗せることも可能である。
ファハド装甲車の車体には、屋根の上にある兵員区画のハッチ部分と車体前部右側の車長席のキューポラに1挺ずつ、最大3挺までの機関銃を搭載可能である。搭載する機関銃は主に口径7.62mmのPKM汎用機関銃であるが、FN MAGなどほかの汎用機関銃も搭載可能である。
路外機動力も高く、最大80%までの勾配率の坂を登ることができ、左右勾配も最大30%までなら横転することはない。ただし水上浮航能力はない。

## 派生型
ファハド240
基本型。後期型は土台のシャーシにメルセデス・ベンツ LAP 1424/32トラックのものを使用しており、より強力なエンジンを搭載するとともにわずかながら装甲を強化しているため、重量は11.6tに増加した。オリジナルのファハド装甲車にも同様の改修が行われている。
乗員2名のほかに兵員10名を搭乗させることが可能であり、兵員は背中を向かい合わせて乗り込む。兵員区画の天井には2つの大型ハッチが存在するとともに、車体の左右4つずつのガンポートが配置されている。
兵装はオリジナルと同じ3挺の7.62mm機関銃の代わりに、20mm機関砲やミラン対戦車ミサイルを装備することも可能である。
ファハド240回収修理車
ファハド240後期型をベースとし、前部区画の運転席部分のみを流用している。
車体後部には油圧式クレーンを備えており、クレーンアームは左右合計315°まで回転し仰角70°まで持ち上がり最大13tの重量物を高さ2.8mまで持ち上げることができる。
ファハド240救急車
外見はファハド240標準型と変わらないが、負傷兵を最大8名（担架に乗せられた者と、座れる状態の者とが4名ずつ）まで搬送することが可能である。
乗員は運転手と医師、看護師の3名が乗り込むほか、各種の医療器具を搭載している。
ファハド240地雷埋設車
ファハド240に、対戦車地雷を短時間で埋設するための自動埋設機を装着している。
ファハド240指揮通信車
外見は一般的なファハド240と変わらないが、車内に無線通信機を備えている。
ファハド280
ファハド240の歩兵戦闘車仕様。車体構造はファハド240と変わらないが、車体上部にフランス・SAMM社製のBTM-208電動式旋回砲塔を設置している。
砲塔は-8°~45°の間で仰角が取れ、360°全周囲旋回が可能である。武装は12.7mm重機関銃と同軸の7.62mm機関銃が搭載されており、潜望鏡と防弾ガラスによって視界を確保している。
乗員は銃手が追加されて3名になるが、搭乗可能な兵員数は変化がない。砲塔を含めた全高は2.85mである。
ファハド280暴動鎮圧車両
治安部隊用に改造されたファハド280で、砲塔の兵装を放水銃と煙幕弾・催涙ガス弾発射用のグレネードランチャーに換装している。
この他にも、バリケード排除用のドーザーブレードやサーチライト、サイレン、ラウドスピーカーを装備している。
ファハド280-30歩兵戦闘車
1990年に発表された歩兵戦闘車仕様。
ファハド280の兵員区画の屋根にBMP-2の砲塔を搭載しており、兵装もBMP-2のものと全く同じであるため火力は大幅に強化されたが、砲塔が大きなため搭乗可能な兵員は7名に減少した。これに伴い、車体左右のガンポートも左右3つずつに減らされている。

## 採用国

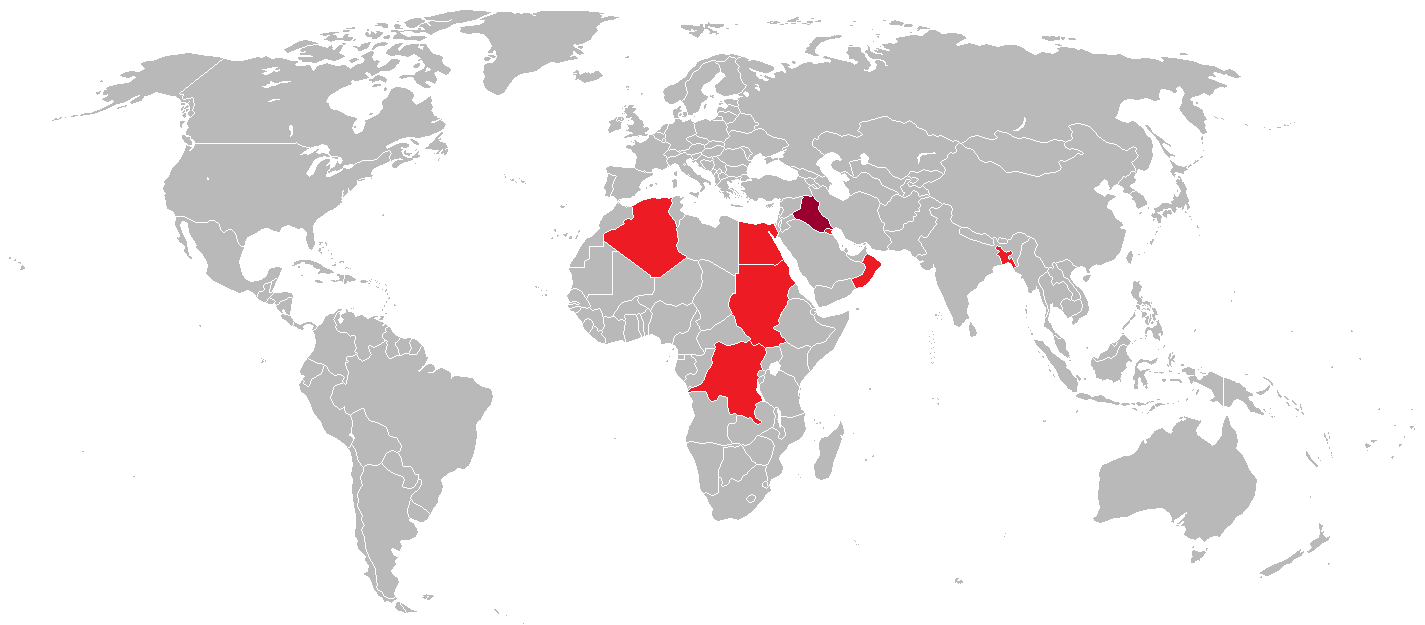
ファハド装甲車の運用国

- エジプト

陸軍と内務省傘下の中央保安隊（Central Security Forces）に配備されており、ボスニア・ヘルツェゴビナのIFORを始めとする国連平和維持任務に投入されることも多い。2024年時点で、エジプト陸軍が410両の装甲兵員輸送車型と、数量不詳の装甲回収車型を保有。
- クウェート
- アルジェリア
- スーダン
- コンゴ民主共和国
- イラク

1990年にクウェートに侵攻した際に鹵獲。その多くは1995年にクウェートに返還されたが、少数が隠匿されており2003年のアメリカ軍侵攻の際に破壊されるまで運用されていた。
- オマーン
- バングラデシュ